# Glumač
Glumač (Servisch cyrillisch Глумач) is een plaats in de Servische gemeente Požega. De plaats telt 803 inwoners (2002).